# Mount Erie (Illinois)
Mount Erie – wieś w Stanach Zjednoczonych, w stanie Illinois, w hrabstwie Wayne.